# Hassan Paixà
Hassan Paixà   (Alger, 1517 - Constantinoble, 1572) era fill de Khair ed-Din Barba-rossa i tres vegades beglerbegi de la Regència d'Alger. La seva mare era una dona morisca d'Alger. Va succeir el seu pare com a governant d'Alger i va substituir el diputat de Barba-rossa Hassan Agha, que ocupava efectivament el càrrec de governant d'Alger des de 1533.

## Sobirà d'Alger
Hassan Paixà es va convertir en governant d'Alger quan el seu pare va ser cridat a Constantinoble el 1545. Barba-rossa va morir pacíficament a la capital otomana el 1546.
El juny de 1545, Hassan Paixà va ocupar la ciutat de Tlemcen, on va establir una guarnició turca, i va posar al tron el sultà prootomà Mahoma, però Tlemcen es va perdre contra els espanyols el 1547, que havien capturat la ciutat. El 1548, va ser substituït com a beglerbegi d'Alger per l'almirall otomà Turgut Reis, que va ser nomenat per Solimà el Magnífic.
Hassan Paixà es va convertir de nou en governant d'Alger i va derrotar els sadites a Tlemcen en una aliança amb un regne cabilenc local. Va ser revocat el 1552, per la raó que va ser una de les causes del conflicte entre els turcs i el Marroc. Va ser substituït per Salih Reis, que no obstant això va marxar a Fes i va capturar la ciutat a principis de 1554, quan el governant marroquí Mahàmmad aix-Xaykh va rebutjar la cooperació amb els otomans. Hassan Paixà va ser novament nomenat beglerbegi d'Alger el juny de 1557, per tal de continuar la lluita contra el governant marroquí, que havia format una aliança amb els espanyols contra els otomans. Va lliurar una altra batalla a Tlemcen contra els sadites i els va derrotar abans de fer assassinar Mahàmmad aix-Xaykh l'octubre de 1557.
Hassan Paixà va envair el Marroc a principis de 1558, però va ser aturat pels marroquins al nord de Fes a la batalla de Wadi al-Laban, i va haver de retirar-se en sentir els preparatius espanyols per a una ofensiva des d'Orà. Va tornar a embarcar des del port de Qassassa, al nord del Marroc, i d'allà va tornar a Alger per preparar una defensa contra els espanyols.
Després de la victòria otomana a l'expedició de Mostaganem (1558), Hassan Paixà va ser de nou convocat a Constantinoble, pel que sembla a causa dels conflictes amb les seves tropes.
Va tornar a ser beglerbegi d'Alger el 1562, i va dirigir els infructuosos setges d'Orà i Mers el-Kebir el 1563.

## Comandant en cap de la Marina Otomana
El 1567, va ser cridat a Istanbul i nomenat Kapudan paixà o comandant en cap de la marina otomana. com el seu pare ho havia sigut abans que ell.
Hassan Paixà va participar en el Gran Setge de Malta el 1565 i en la Batalla de Lepant el 1571. Va morir a Constantinoble el 1572.